# Vadillo de la Guareña
Vadillo de la Guareña és un municipi de la província de Zamora a la comunitat autònoma de Castella i Lleó. Limita amb Guarrate, Fuentelapeña i Alaejos.

## Demografia
| 1991 | 1996 | 2001 | 2004 |
| ---- | ---- | ---- | ---- |
| 397  | 371  | 366  | 354  |